# Bni Bataou
Bni Bataou (franska: Bni Bataou (CR), Bni Bataou (Commune Rurale), arabiska: أولاد فنان) är en kommun i Marocko.   Den ligger i provinsen Khouribga och regionen Béni Mellal-Khénifra, i den nordöstra delen av landet, 140 km söder om huvudstaden Rabat. Antalet invånare är 5 660.